# Campeonato Mundial de Ciclismo em Estrada de 1957
Os Campeonatos do mundo de ciclismo em estrada de 1957 celebrou-se na localidade belga de Waregem a 17 e 18 de agosto de 1957.

## Resultados
| Evento                     | Ouro                          | Ouro       | Prata                      | Prata | Bronze                         | Bronze |
| -------------------------- | ----------------------------- | ---------- | -------------------------- | ----- | ------------------------------ | ------ |
| Provas masculinas          |                               |            |                            |       |                                |        |
| Homens - carreira em linha | Rik Van Steenbergen · Bélgica | 7h 43' 10" | Louison Bobet · França     | m.t.  | André Darrigade · França       | m.t.   |
| Amador - carreira em linha | Louis Proost · Bélgica        | 5h 05' 05" | Arnaldo Pambianco · Itália | m.t.  | Schalk Verhoef · Países Baixos | m.t.   |